# 2. oklepni konjeniški polk (ZDA)
Za druge 2. polke glejte 2. polk.
2. oklepni konjeniški polk (izvirno angleško 2nd Armored Cavalry Regiment) je bila oklepni konjeniški polk Kopenske vojske Združenih držav Amerike.

## Odlikovanja
- Predsedniška omemba enote
- Croix de Guerre